# Fittonia albivenis

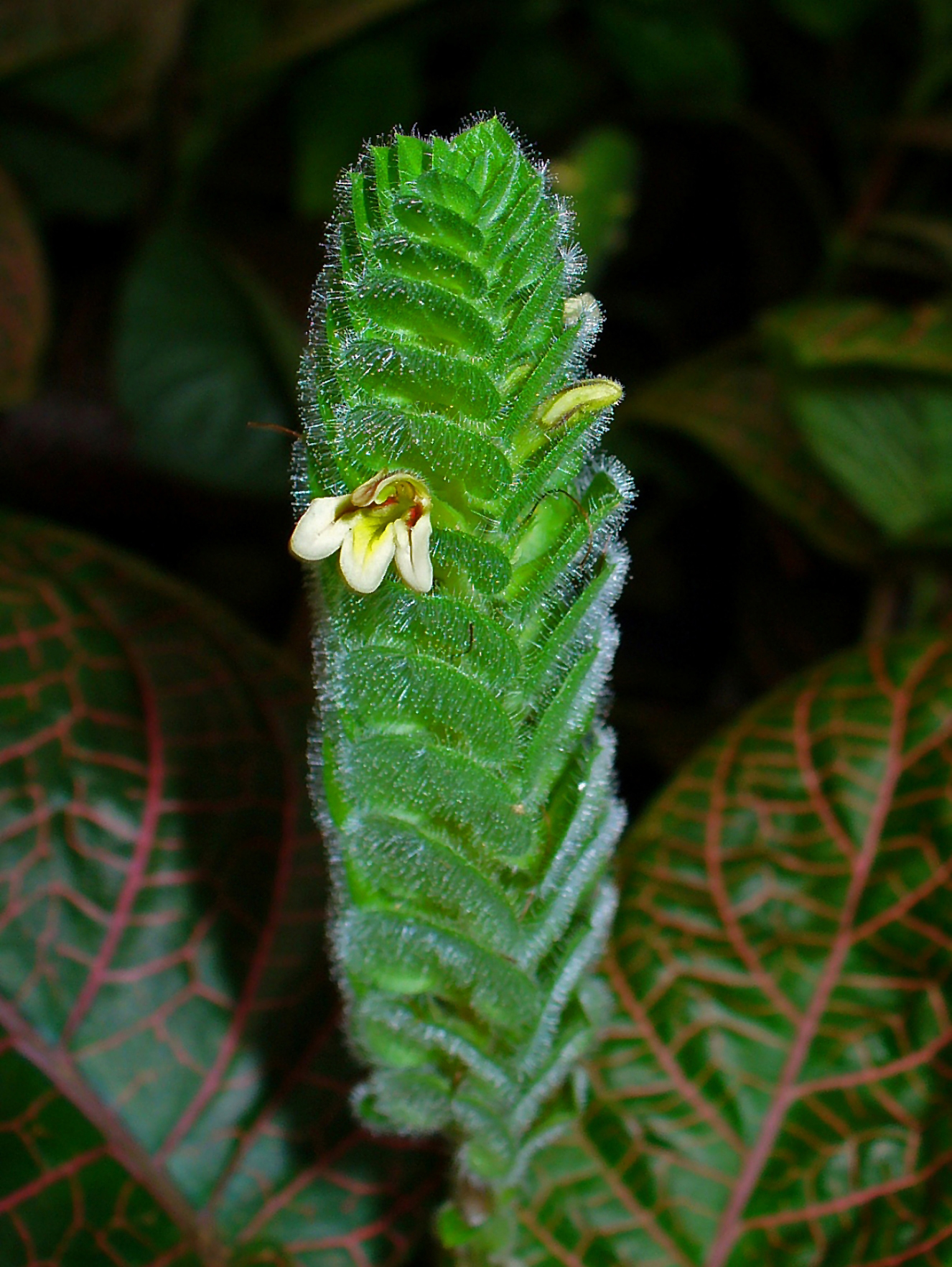
Ähre

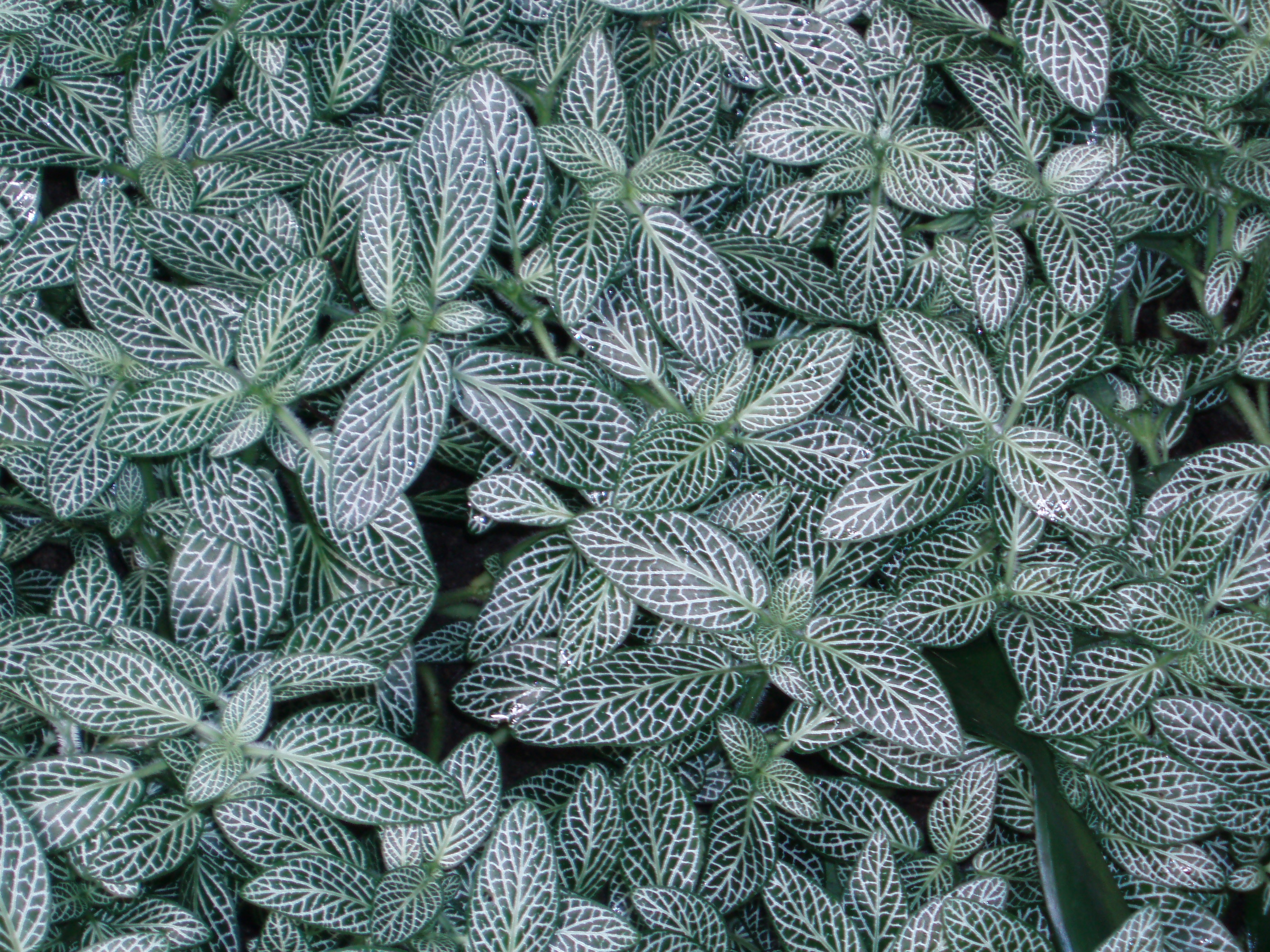
Blätter

Fittonia albivenis ist eine Pflanzenart aus der Gattung der Fittonien (Fittonia) in der Familie der Akanthusgewächse (Acanthaceae).

## Beschreibung
Fittonia albivenis ist eine ausdauernde krautige Pflanze, die am Boden kriechend wächst. Die Blätter sind eiförmig bis länglich und 7 bis 10 cm lang; sie sind dunkelgrün mit auffallend weißen Streifen entlang der Blattadern. Es gibt auch Formen, bei denen die Nervatur karminrot gefärbt ist.
Die gelben Blüten befinden sich in endständigen Ähren.

## Verbreitung und Standort
Die Heimat der Fittonia albivenis liegt im tropischen Südamerika. Ihr Verbreitungsgebiet erstreckt sich über Peru, Ecuador, Kolumbien, Bolivien und das nördliche Brasilien.
Die Pflanze liebt Wärme und hohe Luftfeuchtigkeit. Bereits bei Wintertemperaturen unter +16 °C können die Pflanzen Schaden nehmen.

## Systematik
Die Beschreibung unter dem aktuell gültigen Namen Fittonia albivenis des englischen Botanikers Richard Kenneth Brummitt wurde 1979 veröffentlicht.
Synonyme sind Adelaster albivenis Lindl. ex hort. Veitch, Fittonia argyroneura Coem., Fittonia verschaffeltii (Lem.) Van Houtte, Fittonia verschaffeltii var. argyroneura (Coem.) Regel sowie Gymnostachyum verschaffeltii Lem.
Vor allem der Name Fittonia verschaffeltii ist auch heute noch häufig in Gebrauch.

## Nutzung
Die Blätter dieser Art werden im nordwestlichen Teil des Amazonas-Gebietes als Tee zubereitet und bei Zahnschmerzen eingesetzt.